# West Trenton Railroad Bridge
Die West Trenton Railroad Bridge ist eine zweigleisige Eisenbahnbrücke über den Delaware River zwischen Lower Makefield Township, Bucks County in Pennsylvania und West Trenton in New Jersey.
Die Bogenbrücke aus Stahlbeton wurde zwischen 1911 und 1913 von der Philadelphia & Reading Railroad errichtet und besitzt 14 Bogensegmente mit einer Spannweite zwischen 26 m und 28 m. Die Pfeiler haben eine Dicke von 3 m, wobei als optisches Zentrum für den mittleren Pfeiler 6 m gewählt wurde. Die Brücke hat eine Gesamtlänge von 441 m bei einer Breite von 10 m. An der Stelle der heutigen Brücke befand sich die 1875 eingeweihte Yardleyville (Centennial) Bridge, eine zweigleisige Fachwerkbrücke aus Schmiedeeisen, von der noch einige Überreste der Pfeiler im Fluss erhalten sind.
Die Brücke wird heute von der Eisenbahngesellschaft CSX Transportation betrieben und zusätzlich von der West Trenton Line der SEPTA genutzt.